# Mathieu Bommelaer
Mathieu Bommelaer, né vers 1598 et décédé en 1646 à Dunkerque, est un marin, bourgeois de Dunkerque et armateur de corsaires. Il est le fils de Martin Bommelaer et l'époux de Marguerite Noets. Il a huit enfants dont André Bommelaer, né en 1631. Il est l'ancêtre du Contre-amiral André Bommelaer né en 1919, commandeur de la Légion d'honneur. 

## Sources
- Les corsaires du littoral, Dunkerque, Calais, Boulogne, de Philippe II à Louis XIV (1568-1713) par Patrick Villiers ; Septentrion Presses Universitaires ; 2000
- Familles de la marine dunkerquoise, par Pierre Daudruy; Westhoek - Éditions; Dunkerque; 1979